# Сосновая Поляна (парк)
Парк Сосновая Поляна расположен на юго-западной окраине Санкт-Петербурга в Красносельском районе (округ Константиновское).
Ограничивается с юга балтийской веткой Октябрьской железной дороги, с востока — улицей Лётчика Пилютова, с севера — проспектом Ветеранов, с запада — речкой Миткази (Сосновкой). Служит границей массовой городской застройки.

## История

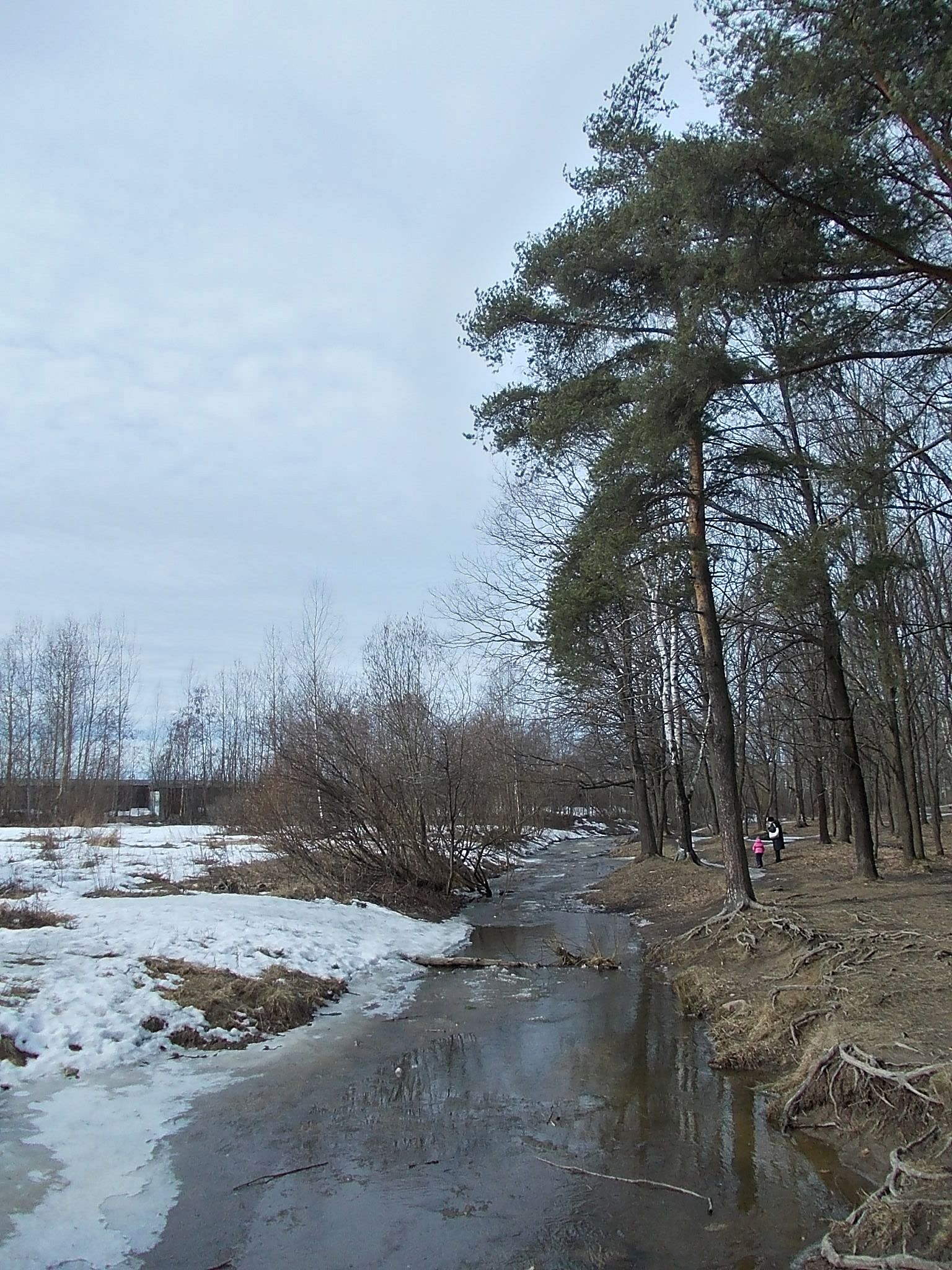
Река Сосновка на западной окраине парка

До середины XVIII века на этом месте находился преимущественно хвойный строевой лес с деревьями в два-три обхвата. Сосновый бор тянулся на юг в район Волхонского шоссе и на запад в район Сергиева.
В середине XVIII века парк представлял регулярный усадебный парк Воронцовой дачи и простирался на юг от ядра усадьбы. Речка Сосновка, окаймляющая парк с запада была в конце XVIII, начале XIX веков превращена в систему прудов.
В начале XIX века в южной части имения при А. Л. Нарышкине был устроен ландшафтный парк на английский манер: проложены прямые дорожки диагональные, прорыты изящные каналы, прочерчены диагональные и кривые дорожки.
После революции больница-колония была упразднена и в Ново-Знаменке была устроена «1-я Петроградская сельскохозяйственная трудовая колония для лишенных свободы». В 1936 г. колония была преобразована в Новознаменскую трудовую колонию для несовершеннолетних при НКВД. Главный воронцовский дворец с участком отошёл к молочно-огородному совхозу «Пролетарский труд» при Кировском заводе, в зданиях жили рабочие и служащие завода. Основной специализацией совхоза «Пролетарский труд» стало мясо-молочное производство. Для этого стали строить коровники на территории южнее ядра усадьбы. Через эти места сейчас проходит проспект Ветеранов в районе домов 147—151. Ось животноводческого комплекса легла наискосок от усадьбы на юго-запад. Ближе к ж.д. ветке на Пишмаш (ЛЭМЗ) был построено высокое здание силосной батареи. В планах совхоза было построить 8 коровников, но до начала войны было построено только три.
До Великой Отечественной войны парк Сосновая Поляна оправдывал своё название большим количеством хвойных деревьев, но в годы войны сильно пострадал в результате боевых действий (на его территории находились артиллерийские батареи и части второго эшелона обороны немецких войск). Занявшим в сентябре 1941 года Лигово и Сосновую поляну оккупантам, увы, «на пользу» пошло здание высокой силосной батареи. С него можно было корректировать огонь рядом расположенных дальнобойных гаубиц.
После войны, с наступлением городской настройки к западным окраинам, парк Сосновая Поляна был разделён на две части проспектом Ветеранов, и северная его часть застроена 5-9-этажными жилыми домами, а территория усадебной больницы занята военно-политическим училищем и Академией МВД с забором и колючей проволокой. В итоге южная часть парка оказалась отрезанной от Ново-Знаменки.
В северо-западном углу парка, примыкающей к пр. Ветеранов в 1975 году был построен психоневрологический интернат № 7 (д. 180) для постоянного проживания граждан пожилого возраста и граждан с ограниченными возможностями здоровья.
В конце 80-х — 90-х годов парк оказался фактически заброшенным.

## Современность
В начале XXI века парку вернули изначальную историческую планировку, однако из хвойного он превратился в лиственно-хвойный.
Парк сильно страдает от отдыхающих (особенно в летний период, когда практически вся его территория превращается в пикник с шашлыками и неизбежными горами мусора).
Изредка в парке проводятся соревнования по ориентированию на местности.
В 70-х гг двадцатого века парк собирались вырубить под массовое строительство, тогда за него вступилось руководство местных школ, которое организовало живые цепи из учащихся, таким образом парк был сохранён.